# Confaloniero de la Iglesia

Escudo de armas de la familia Gonzaga, con la insignia papal que adquiere Federico II como Gonfalonier Papal.

Escudo de armas de la familia Montefeltro, con la insignia papal que adquiere Federico III como Gonfalonier Papal.

El Gonfalonier de la Iglesia o Gonfalonier Papal (Italiano: Gonfaloniere della Chiesa, "porta estandarte"; Latín: Vexillifer Ecclesiæ) era un oficial militar y político de los Estados Pontificios. Originado por el uso del Estandarte Papal durante el combate, posteriormente el oficial pasó a desempeñar una función más ceremonial y política. Al ser designado se le entregaban al Gonfalonier dos estandartes, uno con el escudo de la Iglesia (vexillum cum armis Ecclesiæ) y otro con el escudo del papa reinante (cum armis suis). El Gonfalonier estaba autorizado a incluir en su escudo personal emblemas eclesiásticos (las Llaves de San Pedro y el Conopeo), por lo general mientras desempeñaba el cargo pero en ocasiones de manera permanente. El papa Inocencio XII eliminó el cargo, junto con el de Capitán General de la Iglesia, y los reemplazó por el de Porta bandera de la Santa Iglesia Romana (Italiano: Vessilifero di Santa Romana Chiesa), que posteriormente se convirtió en hereditario en el Naro Patrizi.